# 目視雙星索引星表
目視雙星索引星表（英語：Index Catalogue of Visual Double Stars，簡稱IDS），是雙星的星表。它是利克天文台在1963年出版，包含覆蓋整個天球，64,250對雙星的測量。用來建構這個星表的資料庫後來從利克天文台移轉給美國海軍天文台，在那兒成為華盛頓雙星目錄的基礎。